# Don Messick
Don Messick (Buffalo, New York, 1926. szeptember 7. – Salinas, Kalifornia, 1997. október 24.) amerikai szinkronszínész. A Hanna-Barbera sorozatok közül szinte mindegyikhez adta a hangját, és más sorozatokhoz is (Scooby-Doo, A Jetson család, Frédi és Béni, avagy a két kőkorszaki szaki, Maci Laci, Hupikék törpikék, Pixi és Dixi, Süsü keselyűk, Flúgos futam).

## Élete és pályafutása
Bringfield Earl Messick házfestő és Lena Brich (született Hugh) fiaként született. Eredetileg a világ legjobb hasbeszélője akart lenni. (Paul Winchell, akivel sokat dolgozott együtt, a világ első hasbeszélői közé tartozik.) A nagy áttörést az 1940-es évek hozták meg számára. Az MGM által készített Droopy Dog című sorozatban Bill Thompson, Droopy Dog szinkronhangja nem volt elérhető. Daws Butler, az MGM rendszeres hangja azt javasolta, hogy keressék fel Messicket. Így ő kölcsönözte a hangját egy ideig Droopynak. Később, mikor Bill Thompson elment a stúdiótól, Messick lett Droopy végleges hangja.
1957-ben Butler és Messick egy új Hanna-Barbera produkción, a Ruff és Reddyn dolgoztak. Don volt Ruff, a macska és Gizmó professzor. Butler volt a déli kiejtéssel beszélő kutya, Reddy. Messick 1957-1968 között számos nagy sorozathoz adta a hangját, pl.: Boo Boo medve, Astro (a Jetson család kutyája), Pixi, Muttley, Smith vadőr (a Maci Laciból), Major Minor. Messicknek elsősorban jó narrátorhangja volt. Smith vadőrt a természetes hangján szinkronizálta, ezért olyan volt, mintha ő lenne a sorozat narrátora. A Ricochet, a nyúl című sorozatban is szerepelt, itt Mel Blanckal együtt, akit természetes hangján sokszor lehetett hallani negatív szereplők. Néha narrátor volt az 1974-es Hong Kong Phooey című sorozatban is, ahol Spot, a macska volt.

## Scooby-Doo
1969-ben a máig népszerű Scooby-Doo, merre vagy?-ban adta Scooby hangját. A Scooby-Doo-sorozatoknak 1969–1985 között számos változata volt, 1985-ig összesen hat sorozatot csináltak. 1980–1988 között Scooby-Doo hangja mellett Scooby unokaöccsének, Scrappy-Doonak a hangja is Messick volt. A Hupikék törpikékben ő szinkronizálta Törpapát. Ő adta a hangját Ratchetnek, az autobotnak a Transformers sorozatban. Az 1980-as években új részeket készítettek a Jetson családhoz, Messick újra megkapta Astro, RUDI és Uniblab szerepét. Kamera előtt jelent meg a Kacsagyár című sorozatban. Az egyik epizódban gyakori munkatársa, Frank Welker vendég-szerepelt rivális hangművészként. 1990–1995 között visszatért Droopyként és a Tom és Jerry kölyökben. Halála előtt jótékonysági rendezvényen vett részt Londonban. Messick azt állította, hogy a Scooby-Doo-n kívül minden sorozatban jól szinkronizált, de mivel leszokott a dohányzásról, már nem tudta a korábbi érdes hangot adni Scoobynak.

## Halála
1996-ban Messick agyvérzést kapott az egyik stúdióban, hangfelvétel közben. Nagyon elsápadt és megijedt, majd az igazgatóra nézett, és azt mondta: „Én ezt nem csinálom többé”. Egy héttel később Messick ügynöke közölte, hogy Don nyugdíjba vonult. Messick 1997. október 24-én megkapta második agyvérzését, amibe belehalt. Elhamvasztották, hamvait szétszórták a Csendes-óceánban. Halála után Frank Welker és Scott Innes lett Scooby hangja.

## Filmográfia
- 2020 - Scooby! (Scoob!) ... Mardel
- 1994 - Frédi és Béni: Karácsonyi harácsoló (A Flintstones Christmas Carol) ... Kavicsi Benőke / Joe Rockhead
- 1994 - Scooby-Doo és az Arábiai Lovagok (Scooby-Doo in Arabian Nights) ... Scooby-Doo (Melis Gábor) Bubu maci (Fekete Zoltán)
- 1994 - Húsvéti Maci Laci (Yogi the Easter Bear) ... Bubu (Fekete Zoltán)
- 1993 - Droopy, a mesterdetektív sorozat (Droopy: Master Detective) ... Droopy (Kerekes József)
- 1992 - Tom és Jerry – A mozifilm (Tom and Jerry: The Movie) ... Droopy
- 1990 - Tom és Jerry gyerekshow sorozat ... Droopy (Beregi Péter)
- 1990 - Pöttöm kalandok sorozat (Tiny Toon Adventures) ... Visonka malac (Teizi Gyula)
- 1990 - A Jetson család (Jetsons - The Movie) ... Astro (Kerekes József)
- 1989 - Scooby-Doo és a vonakodó farkasember (Scooby-Doo and the Reluctant Werewolf) ... Scooby-Doo (Vass Gábor)/ Scrappy-Doo (Minárovits Péter)
- 1988 - Scooby-Doo, a kölyökkutya sorozat (A Pup Named Scooby-Doo) ... Scooby-Doo (Melis Gábor)
- 1988 - Új Maci Laci-show sorozat (The New Yogi Bear Show) ... Bubu (Fekete Zoltán)
- 1988 - A jók, a rosszak és Foxi Maxi (The Good, the Bad, and Huckleberry Hound) ... Bubu (Fekete Zoltán)
- 1988 - Scooby-Doo és a vámpírok iskolája (Scooby-Doo and the Ghoul School) ... Scooby-Doo (Kristóf Tibor) / Scrappy-Doo (Bolba Tamás)
- 1988 - Judy Jetson és a Rockerek (Rockin with Judy Jetson) ... Astro (Szokol Péter)
- 1987 - Maci Laci nagy szökése (Yogi's Great Escape) ... Bubu (Kocsis György)
- 1987 - Scooby-Doo és a Boo bratyók (Scooby-Doo Meets the Boo Brothers) ... Scooby-Doo (Vass Gábor) / Scrappy-Doo (Minárovits Péter)
- 1986 - Transformers - The Movie (The Transformers) ... Gears (szinkronhang)
- 1985 - Maci Laci kincset keres sorozat (Yogi's Treasure Hunt) (szinkronhang)
- 1985 - Scooby-Doo és a 13 szellem sorozat (The 13 Ghosts of Scooby-Doo) ... Scooby-Doo (Vass Gábor)
- 1985 - Praclifalva lakói sorozat (Paw Paws) (szinkronhang)
- 1982 - Sárkányok repülése (The Flight of Dragons) ... Giles of the Treetops / Lo Tae Shao (szinkronhang)
- 1982 - Az utolsó unikornis (The Last Unicorn) ... a macska (szinkronhang)
- 1981 - Hupikék törpikék ... Törpapa (Sinkovits Imre)
- 1980 - Heathcliff sorozat ... Mr. Post (szinkronhang)
- 1980 - Maci Laci első karácsonya (Yogi's First Christmas) ... Bubu (szinkronhang)
- 1979 - Flintstones találkozik Rockulával és Frankenstonnal (The Flintstones Meet Rockula and Frankenstone) ... Igor (szinkronhang)
- 1979 - Scooby-Doo Hollywoodba megy (Scooby-Doo Goes Hollywood) ... Scooby Doo (szinkronhang)
- 1979 - Scooby-Doo és Scrappy-Doo sorozat (Scooby-Doo and Scrappy-Doo) ... Scooby-Doo (Vass Gábor), Scrappy-Doo (Minárovits Péter)
- 1977 - A hobbit (The Hobbit) ... Balin (szinkronhang)
- 1977 - Scooby-Doo! Rémpróbás játékok (Scooby's All Star Laff-A-Lympics) (szinkronhang)
- 1976 - A Scooby-Doo-show sorozat (The Scooby-Doo Show) (szinkronhang)
- 1973 - Malac a pácban (Charlotte's Web) ... Jeffrey (szinkronhang)
- 1972 - Scooby-Doo újabb kalandjai sorozat (The New Scooby-Doo Movies) ... Scooby-Doo (szinkronhang)
- 1969 - Scooby-Doo, merre vagy? sorozat (Scooby Doo, Where Are You!) ... Scooby-Doo (Melis Gábor)
- 1969 - Süsü keselyűk sorozat (Dastardly and Muttley in Their Flying Machines) Mardel (Gesztesi Károly), Lakli (Forgács Gábor), Dagi (Szokol Péter)
- 1968 - Flúgos futam sorozat (Wacky Races) ... Mardel (Gesztesi Károly), Dilinger prof (Versényi László)
- 1966 - Frédi, a csempész-rendész (The Man Called Flintstone) (szinkronhang)
- 1965 - Atom Anti sorozat (The Atom Ant Show) ... Atom Anti (szinkronhang)
- 1962 - A Jetson család sorozat (The Jetsons) ... Astro / R.U.D.I (szinkronhang)
- 1961 - Turpi úrfi sorozat (Top Cat) (szinkronhang)
- 1961 - Maci Laci sorozat (The Yogi Bear Show) (szinkronhang)
- 1960 - Frédi és Béni, avagy a két kőkorszaki szaki sorozat (The Flintstones) ... Bamm-Bamm Rubble (szinkronhang)
- 1958 - Foxi Maxi sorozat (Huckleberry Hound) (szinkronhang)

## Fordítás
Ez a szócikk részben vagy egészben  a   Don Messick című angol Wikipédia-szócikk fordításán alapul.  Az eredeti cikk szerkesztőit annak laptörténete sorolja fel. Ez a jelzés csupán a megfogalmazás eredetét és a szerzői jogokat jelzi, nem szolgál a cikkben szereplő információk forrásmegjelöléseként.